# Prieuré de Sermaize
Le prieuré de Sermaize est un ancien prieuré grandmontain situé à Nieul-sur-Mer, dans le département français de la Charente-Maritime en région Nouvelle-Aquitaine.

## Historique
Le prieuré aurait été fondé au XIIe siècle par le roi Henri II Plantagenêt. Complètement pillé pendant la guerre de Cent Ans, le monastère ne jouit pas longtemps de sa prospérité. 
En 1568, il est abandonné par les religieux et en 1689 transformé en distillerie. C'est la Société d'archéologie et d'histoire de l'Aunis qui, en 1990, réalise des travaux de défrichage et de nettoyage du site. La grange comporte au sud une porte du XIIIe siècle et au nord une autre porte et deux enfeus. 
L'immeuble est inscrit au titre des monuments historiques par arrêté du 18 février 1925.